# لاوینیا باژبک-ملیکیان

لاوینیا باژبک-ملیکیان (ارمنی: Լավինիա Բաժբեուկ-Մելիքյան؛ ۳ آوریل ۱۹۲۲ – ۸ نوامبر ۲۰۰۵) نقاش و هنرمند اهل اتحاد جماهیر شوروی سوسیالیستی-ارمنستان و عضو کامل آکادمی هنر روسیه بود.